# MJ FRESH GANG
安捷飛（MJ FRESH GANG，簡稱MJF），是由台灣饒舌團體頑童MJ116與從小到大朋友於2008年共同創辦的時裝品牌，MJ代表木柵是頑童MJ116的代表品牌。

## 經營
- 2008年 利用奇摩拍賣經營品牌。
- 2011年 設立第一家店面於臺北市漢口街二段。
- 2015年 設立台中分店於北區。

## 合作
- MJ FRESH GANG會與許多潮流品牌推出聯名包括FILA[1]、samsung[2]、RocksmithNYC 、AES、 PHANTACi、REMIX、 G-Shock、等品牌。

## 影視作品
三週年時製作了MJ FRESH 3rd Anniversary 三週年單曲 -  Fresh Gang

## 外部連結
- MJ FRESH GANG的Facebook專頁
- MJ FRESH GANG官方網站 （页面存档备份，存于）